# Poeciliopsis prolifica
Poeciliopsis prolifica is een  straalvinnige vissensoort uit de familie van levendbarende tandkarpers (Poeciliidae). De wetenschappelijke naam van de soort is voor het eerst geldig gepubliceerd in 1960 door Miller.
De soort staat op de Rode Lijst van de IUCN als Gevoelig, beoordelingsjaar 2008.